# Emanuele Viggiani
Emanuele Viggiani (Potenza, 1º aprile 1808 – Potenza, 20 aprile 1869) è stato un politico italiano.